# Paradromulia hypochromaria
Paradromulia hypochromaria är en fjärilsart som beskrevs av W. Warren 1899. Paradromulia hypochromaria ingår i släktet Paradromulia och familjen mätare. Inga underarter finns listade i Catalogue of Life.